# Emiliano Moretti
Emiliano Moretti (Rim, 11. lipnja 1981.), talijanski umirovljeni nogometaš, koji je igrao na poziciji krilnog braniča.

## Trofeji

### Fiorentina
- Coppa Italia: 2000/01.

### Valencia
- Copa del Rey: 2007/08.

## Vanjske poveznice
- Profil na Transfermarktu
- Profil na Soccerwayu